# Communauté de communes du canton de Criquetot-l'Esneval
Pour les articles homonymes, voir Criquetot et Esneval.
La Communauté de communes du canton de Criquetot-l'Esneval (CCCE) est une ancienne communauté de communes française, située dans le département de la Seine-Maritime en région Normandie.

## Histoire
La communauté de communes a été créée par un arrêté préfectoral du 28 décembre 2001.
Une première réflexion incluse dans le schéma départemental de coopération intercommunale arrêté par le préfet de Seine-Maritime le 22 décembre 2011 prévoyait la fusion de la communauté d’agglomération havraise (CODAH), de la communauté de communes de Saint-Romain-de-Colbosc  et de la communauté de communes du canton de Criquetot-l’Esneval, afin de «  conforter  un  pôle  solide, aux compétences claires et au rayonnement incontestable » centré sur l'agglomération havraise. Cette fusion, qui aurait abouti au regroupement de 54 communes soit environ 280 000 habitants n'a pas été réalisée[pourquoi ?].
Dans le cadre de l'approfondissement de la coopération intercommunale prévu par la loi portant nouvelle organisation territoriale de la République (Loi NOTRe) du 7 août 2015, le projet de nouveau schéma départemental de coopération intercommunale présenté par le préfet de Seine-Maritime le 2 octobre 2015 prévoit à nouveau la fusion de la « communauté d’agglomération havraise (236 997 habitants) et [de la] communauté de communes du canton de Criquetot-l’Esneval (16 394 habitants) » (mais sans la communauté de Communes de Saint-Romain-de-Colbosc, renommée entre-temps communauté de communes Caux Estuaire).
Cette fusion n'est finalement pas retenue dans le SDCI définitif adopté en octobre 2016.
Le 1er janvier 2019, l'intercommunalité a fusionné avec la communauté d'agglomération du Havre et la communauté de communes Caux Estuaire pour former Le Havre Seine Métropole.

## Territoire communautaire

### Géographie
L'intercommunalité regroupait les communes qui formaient l'ancien canton de Criquetot-l'Esneval, dans l'arrondissement du Havre.

### Composition
L'intercommunalité regroupait 21 communes du département de la Seine-Maritime pour une population totale de 16 173 habitants selon les recensements de 2012 :
| Nom                         | Code Insee | Gentilé          | Superficie (km2) | Population (dernière pop. légale) | Densité (hab./km2) |
| --------------------------- | ---------- | ---------------- | ---------------- | --------------------------------- | ------------------ |
| Criquetot-l'Esneval (siège) | 76196      | Criquetotais     | 13,47            | 2 474 (2014)                      | 184                |
| Angerville-l'Orcher         | 76014      | Angervillais     | 9,91             | 1 441 (2014)                      | 145                |
| Anglesqueville-l'Esneval    | 76017      | Anglesquevillais | 4,36             | 525 (2014)                        | 120                |
| Beaurepaire                 | 76064      | Beaurepairais    | 2,83             | 492 (2014)                        | 174                |
| Bénouville                  | 76079      | Bénouvillais     | 2,86             | 173 (2014)                        | 60                 |
| Bordeaux-Saint-Clair        | 76117      | Bordelais        | 10,31            | 664 (2014)                        | 64                 |
| Cuverville                  | 76206      | Cuvervillais     | 4,58             | 356 (2014)                        | 78                 |
| Étretat                     | 76254      | Étretatais       | 4,07             | 1 398 (2014)                      | 343                |
| Fongueusemare               | 76268      | Fongueusemarais  | 11,85            | 190 (2014)                        | 16                 |
| Gonneville-la-Mallet        | 76307      | Gonnevillais     | 7,32             | 1 330 (2014)                      | 182                |
| Hermeville                  | 76357      | Hermevillais     | 3,81             | 368 (2014)                        | 97                 |
| Heuqueville                 | 76361      | Heuquevillais    | 5,05             | 703 (2014)                        | 139                |
| Pierrefiques                | 76501      | Pierrefiquais    | 2,31             | 139 (2014)                        | 60                 |
| La Poterie-Cap-d'Antifer    | 76508      | Potiais          | 5,81             | 446 (2014)                        | 77                 |
| Saint-Jouin-Bruneval        | 76595      | Saint-Jouinais   | 18,82            | 1 894 (2014)                      | 101                |
| Saint-Martin-du-Bec         | 76615      | Saint-Martinais  | 4,12             | 577 (2014)                        | 140                |
| Sainte-Marie-au-Bosc        | 76609      | Marigyptiens     | 3,18             | 362 (2014)                        | 114                |
| Le Tilleul                  | 76693      | Tilleulais       | 6,27             | 700 (2014)                        | 112                |
| Turretot                    | 76716      | Turretotais      | 6,07             | 1 505 (2014)                      | 248                |
| Vergetot                    | 76734      | Vergetotais      | 4,31             | 436 (2014)                        | 101                |
| Villainville                | 76741      | Villainvillais   | 3,65             | 331 (2014)                        | 91                 |

## Démographie
| 1968  | 1975  | 1982   | 1990   | 1999   | 2010   | 2015   |
| ----- | ----- | ------ | ------ | ------ | ------ | ------ |
| 8 638 | 9 614 | 12 116 | 13 455 | 14 468 | 16 206 | 16 555 |

## Organisation

### Siège
Le siège de l'intercommunalité était situé à Criquetot-l’Esneval, maison du Canton, 28 Route de Vergetot.

### Élus
La communauté de communes était administrée par son Conseil communautaire, composé de conseillers municipaux représentant chacune des communes membres.
Le conseil communautaire du 18 avril 2014 a élu sa nouvelle présidente, Florence Durande, maire d’Angerville-l’Orcher, ainsi que 4 vice-présidents. Celui du 20 décembre 2014 en a élu 4 supplémentaires, et les vice-présidents de l'intercommunalité sont : 
1. Alain Fleuret, maire de Criquetot-l’Esneval (LR) ;
2. Hervé Lepileur, maire de Gonneville la Mallet ;
3. Bernard Houssaye, maire de Turretot (LR) ;
4. Pierre Lemetais, maire de Cuverville (LR) ;
5. Éric Mabire, adjoint au maire à Anglesqueville-l’Esneval, chargé de la commission travaux ;
6. Franck Cottard, maire d’Étretat, chargé de la petite enfance ;
7. Patrice Delamare, conseiller municipal d'opposition de Saint-Jouin-Bruneval, chargé de l'aménagement numérique (LR) ;
8. Bertrand Lefrançois, alors conseiller général  de Criquetot-l'Esneval et maire-adjoint d'Étretat, chargé de la vie associative et santé, (LR)[8].

### Liste des présidents
| Période                                  | Période          | Identité         | Étiquette | Qualité |
| ---------------------------------------- | ---------------- | ---------------- | --------- | --- |
| Les données manquantes sont à compléter. |                  |                  |           | |
| 2001                                     | 2014             | Charles Revet    |           | Agriculteur Maire de Turretot (1965 → 2001) Conseiller général de Criquetot-l'Esneval (1973 → 2011) Président du Conseil Général (1993 → 2004) Député de la Seine-Maritime (9e circ.) (1978 → 1981, 1986 → 1988 et 1993 → 1995) Sénateur de la Seine-Maritime (1995 → ) |
| avril 2014,                              | 31 décembre 2018 | Florence Durande | LR        | Maire d'Angerville-l'Orcher (2008 → ) Conseillère départementale d'Octeville-sur-Mer (2015 → ) |

### Compétences
L'intercommunalité exerçait les compétences qui lui étaient transférées par les communes membres, dans le cadre des dispositions du code général des collectivités territoriales.
Aux termes des statuts modifiés en 2013, il s'agit de : 
développement économique
- zones artisanales ou d'activité créées par la communauté de communes assujettissables à la taxe professionnelle de zone, d'un minimum de cinq lots par opération ;
- actions communautaires pour la recherche du développement de l'emploi ;
- équipements et infrastructures liés à l'activité économique ;
- chemins de randonnées inscrits dans le topoguide validé par le comité cantonal de sauvegarde et d'entretien des chemins verts ;

aménagement de l'espace
- schéma de cohérence territoriale (SCOT) en relation avec les cantons et EPCI voisins, dans le cadre du Pays des Hautes Falaises, d'un syndicat mixte et du Pays d'accueil touristique ;
- charte de territoire du Pays des Hautes Falaises dans le cadre d'un syndicat mixte ;
- aide à l'élaboration des documents d'urbanisme ;
- assistance à la rédaction de marchés publics et documents juridiques ;

protection et de la mise en valeur de l'environnement
- collecte et l'élimination des ordures ménagères (...)
- action de valorisation environnementale du cordon littoral et tout particulièrement sur le site du phare d'Antifer (...) ;
- travaux hydrauliques de lutte contre l'érosion et les inondations ;

équipements
- actions (...) pour les jeunes de 0 à 4 ans ;
- équipements d'intérêt communautaire suivants : halle de sport à proximité du collège, complexe nautique, piscine-bowling ;
- gendarmeries, maison du canton, fourrières canine et automobile, logements sociaux liés aux équipements communautaires ou à l'urgence, terrains d'évolution, ports de plaisance ;
- maison médicale, cabinets principal et secondaires pour médecins (...) ;
- logements adaptés destinés aux personnes âgées, à l'exception des foyers de vie et des béguinages ;
- travaux de voirie desservant les zones d'activités et les logements sociaux d'intérêt communautaire[11].

### Régime fiscal
La Communauté de communes du Pays de la Serre est un établissement public de coopération intercommunale à fiscalité propre.
Afin de financer l'exercice de ses compétences, l'intercommunalité est financée par une fiscalité additionnelle aux impôts locaux des communes, sans FPZ (fiscalité professionnelle de zone) et sans FPE (fiscalité professionnelle sur les éoliennes).
Elle collecte également la taxe d'enlèvement des ordures ménagères (TEOM), qui finance ce service.